# Вен, Йерун ван
Йерун ван Вен (нидерл. Jeroen van Veen, родился 26 октября 1974 года, в Боскопе, Нидерланды) — голландский музыкант, бас-гитарист группы Within Temptation. 

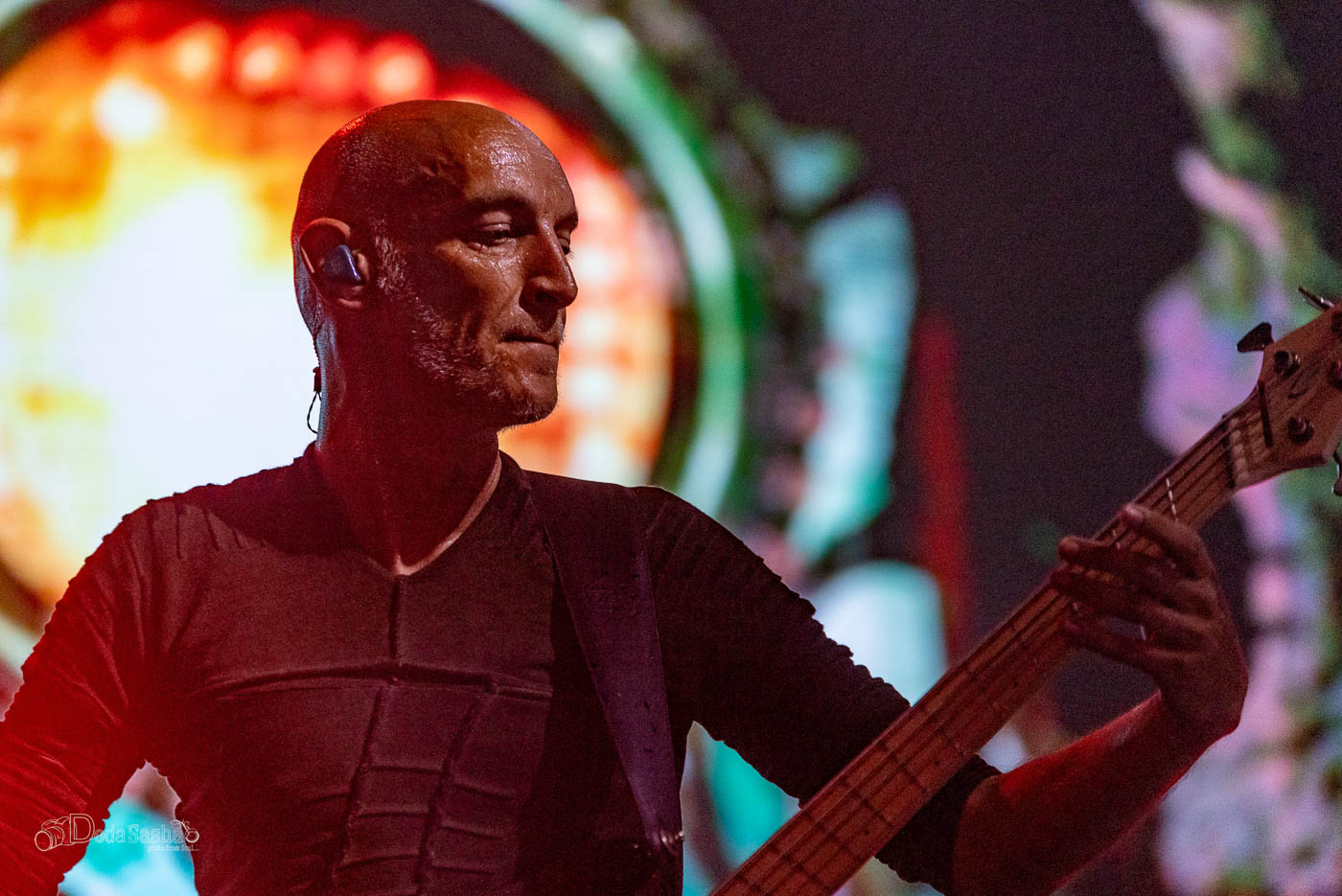
Йерун ван Вен во время выступления в Израиле в 2023 году

В средней школе он познакомился с Робертом Вестерхольтом и Мартейн. После школы они создали группу The Circle. Позже название группы было изменено на Voyage, и они выпустили компакт-диск. Группа распалась в 1996 году, и в этом же году Роберт Вестерхольт пригласил его присоединиться к Within Temptation.
Выступал ранее в группе Grey Foxes, сейчас возглавляет сольный проект JIM Generator. Играет не только в жанре готик-метала, но и также фанк, прогрессив- и симфоник-рок.